# محدث ارموی

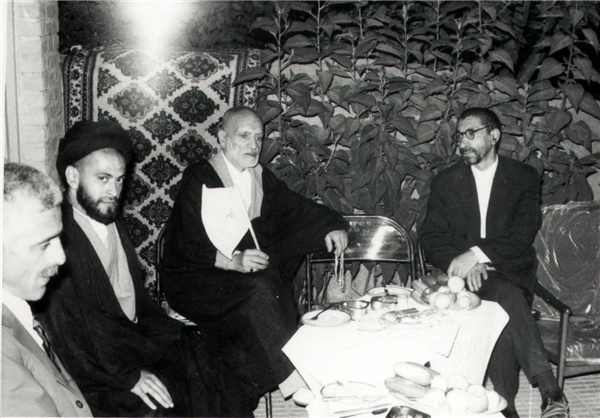
میر جلال الدین محدث ارموی در کنار جلال آل احمد و حجت الاسلام سید علی آل احمد برادرزاده جلال در مجلس عروسی مهدی آل احمد خواهرزاده جلال آل احمد

سید جلال‌الدین محدث ارموی (زاده ۲ آذر ۱۲۸۳ در ارومیه - درگذشته ۵ آبان ۱۳۵۸)، تصحیح‌کننده و پژوهش‌گر متون کهن و قرآن‌پژوه ایرانی بود.

## زندگی‌نامه
تحصیلات مقدماتی را در ارومیه فرا گرفت سپس به مشهد رفت و در سال ۱۳۲۰ (خورشیدی) به تهران آمد و در کتابخانه ملی به خدمت مشغول شد. در سال ۱۳۳۵ به تدریس در دانشکده الهیات پرداخت که تا سال ۱۳۴۷ (خورشیدی) ادامه داشت. یکی از استادان او علامه سید حسین عرب باغی به او لقب محدث داد. وی تا آخرین روز عمرش به تألیف و تحقیق متون کهن اشتغال داشت.
او داماد سیّد احمد طالقانی یعنی شوهر خواهر جلال آل‌احمد بود.

## مرگ
محدث ارموی نزدیک ساعت ۲ بامداد ۵ آبان ۱۳۵۸ درگذشت. در جوار آرامگاه ابوالفتوح رازی در حرم شاه عبدالعظیم به خاک سپرده شد.

## آثار
تصحیح و تحقیق نزدیک به ۷۰ کتاب از آثار کهن شیعی که از مه‌مترین آن‌ها می‌توان به آثار زیر نام برد.
- کتاب الغارات ثقفی کوفی (متوفی ۲۸۳ ه‍.ق)
- الایضاح فضل بن شاذان نیشابوری (متوفی ۲۶۰ ه‍.ق)
- تفسیر گازر ابوالمحاسن جرجانی در ده جلد
- شرح غررالحکم آقا جمال خوانساری (قرن ۱۱)
- کتاب النقض عبدالجلیل قزوینی رازی (قرن ۶)
- تصحیح کتاب «ترجمه و شرح مصباح الشریعه» تألیف ملا عبدالرزاق گیلانی در سال ۱۳۴۳.